# 西尾吉次
西尾 吉次（にしお よしつぐ）は、戦国時代から江戸時代初期にかけての武将、大名。武蔵原市藩主である。横須賀藩西尾家初代。

## 生涯
『美濃国諸家系譜』によると、出自は丹波国多紀郡籾井郷を本貫とした清和源氏流籾井氏の庶流であるとされ、吉次の父・西尾信光が三河国幡豆郡西尾村に移住して西尾氏を称したという。
天正8年（1580年）12月20日に織田信長からの検使として名前が見える。天正10年（1582年）、徳川家康の饗応役を命じられ、本能寺の変が起こるとこれを急報し、護衛をして伊賀越えを決行、家康を無事に送り届け、そのまま家康の家臣になった。この功により天正14年（1586年）、羽柴秀吉（後の豊臣秀吉）より「吉」の字の偏諱を受けて吉次と改名したとするが、同時代史料からは確認できない。天正18年（1590年）、家康の関東移封にともない武蔵国足立郡原市に5000石の所領を与えられ、慶長4年（1599年）に従五位下・隠岐守に叙任された。関ヶ原の戦いで旗本備として功をたて、1602年に美濃国内で7000石加増され、原市藩を立藩する。慶長11年（1606年）伏見で死去、娘婿の忠永が家督を継いだ。享年77 。
吉次の再興した菩提寺妙厳寺（埼玉県上尾市）には信長より拝領した永楽通宝紋鞍と鐙があり、平成10年（1998年）に埼玉県指定有形文化財に指定されている。『新編武蔵風土記稿』には、「吉次ゆかりの品」との記載があり、長い間所在不明になっていたが、昭和60年（1985年）に寺の薬師堂解体の際、その床下から発見された。

## 系譜
父母
- 西尾信光（父）

正室
- 赤井氏

子女
- 西尾忠永正室
- 神藤忠政室
- 鈴木吉長室

養子
- 西尾忠永 ー 酒井重忠の三男
- 西尾利氏 ー 鶴見利政の子